# Orde de la Guerra Patriòtica
L'Orde de la Guerra Patriòtica (Rus:Орден Отечественной войны; transliterat: Orden Otechestvennoj vojny) era un orde de la Unió Soviètica atorgada a tots els soldats de l'Exèrcit Roig, tropes de seguretat i partisans pels fets heroics durant la Gran Guerra Patriòtica. Va ser creada per Stalin el 20 de maig de 1942.
La 1a Classe va ser atorgada sobre unes 324.903 vegades, i la segona sobre unes 1.350.000.
El 19 de juny de 1943 es van establir certes modificacions en la descripció de l'orde (especialment en el disseny, en què passava de penjar d'un galó rectangular vermell a penjar-se directament mitjançant un cargol), i de nou es modificaren els estatuts el 16 de desembre de 1947.
Va ser la primera medalla soviètica establerta durant la guerra, i també va ser la primera a estar dividida en classes. Durant 35 anys també va ser l'únic orde soviètic que s'atorgava a la família com a recordatori del difunt (la resta d'ordes s'havien de tornar a l'Estat a la mort del posseïdor).
La condecoració pot ser atorgada repetides vegades per noves proeses.
Es llueix a la dreta del pit, i immediatament després de l'Orde d'Alexandre Nevski. La de 2n grau llueix a continuació de la de 1r grau.

## Concessió
La 1a classe la reben aquells que:
- Descobreixi i destrueixi un objecte especialment important a rereguarda de l'enemic
- Compleixi amb valentia les obligacions a la tripulació d'un avió a una missió de combat
- Formant part de la tripulació d'un avió compleixi amb èxit:

1. Bombarders pesats - 20 missions de combat
2. Bombarders de llarg abast – 25 missions de combat
3. Bombarders de curt abast – 30 missions de combat
4. Aviació d'assalt pesada – 20 missions de combat
5. Aviació d'assalt de llarg abast – 25 missions de combat
6. Aviació d'assalt de curt abast – 30 missions de combat
7. Caces – 60 missions de combat
8. Observació – 15 missions de combat
9. Enllaços – 60 missions de combat embarcant a territori propi i 30 en territori enemic
10. Transport – 60 missions de combat embarcant a territori propi i 15 en territori enemic

- Formant part de la tripulació d'un avió s'aconsegueixin:

1. avions pesats – 4 victòries
2. avions de llarg abast – 4 victòries
3. avions de curt abast – 5 victòries
4. aviació d'assalt – 7 victòries
5. caces – 4 victòries

- Organitzi de manera precisa i contínua missions d'aviació
- Organitzi el treball precís i planificat de l'Estat Major
- Hagi sabut arreglar l'avió danyat en territori enemic després de realitzar un aterratge forçós i pogués tornar a enlairar-se
- Hagi reparat almenys 10 avions en un aeròdrom avançat sota foc de l'enemic
- Sota foc enemic ha sabut endur-se'n totes les reserves de l'aeròdrom i, havent-lo minat, hagi impossibilitat que l'enemic en faci ús.
- Hagi destruït personalment 2 tancs pesats o 3 tancs lleugers (cotxes blindats) de l'adversari
- Hagi destruït 3 tancs pesats o 5 tancs lleugers (cotxes blindats) de l'adversari formant part de la dotació d'una peça d'artilleria
- Hagi destruït mitjançant foc d'artilleria no menys de 5 bateries de l'enemic
- Hagi destruït mitjançant foc d'artilleria 3 avions enemics
- Formant part de la tripulació d'un tanc, compleixi amb èxit 3 missions de combat o destrueixi 4 tancs enemics
- Penetri en primer lloc al fortí (trinxera o blindatge) enemic, menyspreant el perill, permetent la captura ràpida de l'enclavament
- Sota el foc enemic, basteixi un pont, corregeixi el pas, complint ordres destrueixi un pont o el pas per retenir els moviments de l'enemic
- Sota el foc enemic, estableixi enllaç tècnic o personal, arregli els mitjans tècnics destruïts per l'enemic i, per tant, fa que hagi continuïtat en la direcció de les operacions militars
- Comandant una subdivisió de tropes, destrueixi una força superior de forces enemigues
- Sent membre de cavalleria, penetri enmig les forces enemigues i les destrueixi
- Capturi una bateria enemiga durant el combat
- Estableixi els punts febles de l'enemic mitjançant l'exploració
- Formant part de la tripulació d'un vaixell, avió o una bateria costanera, enfonsi un vaixell de combat o dos vaixells de transport enemics
- Organitzi i realitzi un desembarcament d'èxit en territori enemic
- Sota foc enemic retiri del combat un vaixell danyat
- Hagi capturat i portat a la base un vaixell de combat enemic
- Realitzi amb èxit la plantació de mines sobre els accessos a les bases de l'adversari
- Realitzi un rastreig reiterat amb èxit de l'activitat bèl·lica de la flota
- Organitzi perfectament la logística de l'exèrcit

La 2a classe la reben aquells que:
- Compleixi valentament les obligacions a la tripulació d'un avió juntament amb l'execució de la missió de combat, per la que al pilot o al navegant se li ha atorgat l'Orde de la Bandera Roja.
- Formant part de la tripulació d'un avió s'aconsegueixin:

1. Avions pesats – 3 victòries
2. Avions de llarg abast – 4 victòries
3. Avions de curt abast – 6 victòries
4. Aviació d'assalt – 2 victòries
5. Caces – 2 victòries

- Formant part de la tripulació d'un avió compleixi amb èxit:

1. Bombarders pesats - 15 missions de combat
2. Bombarders de llarg abast – 20 missions de combat
3. Bombarders de curt abast – 25 missions de combat
4. Aviació d'assalt pesada – 15 missions de combat
5. Aviació d'assalt de llarg abast – 20 missions de combat
6. Aviació d'assalt de curt abast – 25 missions de combat
7. Caces – 50 missions de combat
8. Observació – 10 missions de combat
9. Enllaços – 50 missions de combat embarcant a territori propi i 20 en territori enemic
10. Transport – 50 missions de combat embarcant a territori propi i 10 en territori enemic

- Arregli i empri un avió capturat en condicions de combat
- Arregli almenys 5 avions a un aeròdrom avançat sota foc enemic
- Hagi destruït personalment 1 tanc pesat o mitjà o 2 tancs lleugers (cotxes blindats) de l'adversari
- Hagi destruït 2 tancs pesats o mitjans o 3 tancs lleugers (cotxes blindats) de l'adversari formant part de la dotació d'una peça d'artilleria
- Destrueixi els mitjans de foc de l'enemic per foc artiller o llançamines
- Hagi destruït mitjançant foc d'artilleria no menys de 3 bateries de l'enemic
- Hagi destruït mitjançant foc d'artilleria 2 avions enemics
- Formant part de la tripulació d'un tanc, compleixi amb èxit 3 missions de combat o destrueixi 3 tancs enemics
- Formant part de la tripulació d'un tanc destrueixi 3 punts forts enemics permetent l'avanç de la nostra infanteria
- Mitjançant granades o ampolles amb combustible destrueixi un tanc enemic
- Comandant tropes envolti l'adversari i el derroti sense pèrdua d'armament o propietat militar
- Penetri a les posicions enemigues i destrueixi 3 llançamines o 3 metralladores
- Hagi destruït de nit el post de vigilància (patrulla o secret) enemic o l'ha capturat
- Hagi abatut un avió enemic amb l'arma personal
- Enfrontant-se a forces enemigues superiors no ha lliurat ni un pam de terreny i li hagi causat greus pèrdues
- Hagi organitzat l'enllaç continuat enmig de les condicions difícils de combat del comandament amb l'exèrcit en batalla i, per tant, contribueixi a l'èxit
- Formant part de la tripulació d'un vaixell, avió o una bateria costanera, causi danys a un vaixell de combat o un vaixell de transport enemic
- Hagi capturat i portat a la base un transport enemic
- Pel descobriment oportú de l'adversari hagi previst l'atac al vaixell o a la base
- Hagi abastat les maniobres del vaixell, i com a resultat s'hagi enfonsat o danyat un vaixell enemic
- Hagi realitzat una tasca hàbil i precisa durant l'activitat de combat al vaixell
- Hagi organitzat la logística ininterrompuda de les parts

## Història
El 10 d'abril de 1942, Stalin encarregà al General Hrulevu que elaborés i presentés el projecte d'un orde per condecorar als militars que es distingissin en la lluita contra l'invasor feixista. Originàriament s'havia d'anomenar "Pel valor militar". Per realitzar el disseny es cridà als pintors Sergei Ivànovich Dmitriev (autor de les medalles "Per Valentia", "Per Mèrit de Guerra" i "XX anys de l'Exèrcit Roig) i Aleksandr Ivanovich Kuznetsov. En tan sols 2 dies ja van presentar els primers esbossos, i el 18 d'abril de 1942 els models van ser presentats per a l'aprovació. Es decidí agafar el projecte de Kuznetsov, si bé la idea de la inscripció "Guerra Patriòtica" sobre la insígnia va ser presa del projecte de Dmitriev.
Als estatuts de l'orde, per primer cop dins del sistema honorífic soviètic, s'especificaven les fites concretes per les que es podia optar a la condecoració.
Els primers receptors van ser els artillers soviètics: el decret de la Presidència del Soviet Suprem de l'URSS del 2 de juny de 1942 atorgà l'Orde de la Guerra Patriòtica de 1a Classe al Capità I.I. Kriklij (la seva companyia va destruir 32 tancs enemics a la regió de Jarkov. La seva bateria en va destruir 5, però ell va morir al combat), al Comissari Polític I.K. Statsenko (per destruir diversos tancs enemics i inspirar als seus subordinats amb el seu exemple) i al Sergent Major A.B. Smirnov (per destruir 6 tancs enemics, quan tota la dotació de la seva bateria havia mort i ell estava ferit a una mà). Però la condecoració núm. 1 va ser atorgada al comissari polític V.P. Konjuhov, que morí el 25 d'agost de 1942 per l'impacte directe d'un projectil enemic. El primer civil a rebre-la va ser el president del Consell Ciutadà de Sebastòpol L.P. Efrem (24 de juny de 1942).
El primer a rebre l'Orde de la Guerra Patriòtica de 2a Classe va ser el tinent explorador P.A. Razhkin, que la rebé a títol pòstum.
La màxima quantitat aconseguida coneguda és de 5 cops (comptant els dos graus). Va ser el Coronel Ivan Evgrafovich Fedorov, amb 4 ordes de 1a classe i una de 2a (acabà la guerra rebent l'Estrella d'Heroi de la Unió Soviètica, i les ordes de Lenin, 4 de la Bandera Roja, la d'Alexandre Nevski, la de l'Estrella Roja i 4 Guerres Patriòtiques i diverses medalles més. La 5a Guerra Patriòtica la rebé el 1985 de manera commemorativa).
Podia ser atorgada a estrangers, rebent-la soldats del cos polonès, txecoslovac, francès, americans i britànics.
Entre les col·lectivitats que la reberen hi ha 7 unitats militars i 79 empreses, entre els que figura el diari "Pravda" (1945) o el constructor d'avions Túpolev.
El 1946 els koljos la reberen pel salvament de la collita en un any especialment àrid.
Pel decret de la Presidència del Soviet Suprem de 15 d'octubre de 1947 es va abandonar la concessió a civils, i la concessió a militats passà a ser molt rara.
Després de l'ascens al poder de Bréjnev i de l'establiment del Dia de la Victòria com a festa nacional començà una etapa nova en la història de l'orde: començà a concedir-se a les ciutats els habitants de les quals van participar en les batalles defensives de 1941-43. El 1966 la van rebre les ciutats de Novorossisk i Smolensk, posteriorment nomenades Ciutat heroica, així com el poble eslovac de Sklabinja. També la reberen Voronets (1975), Kursk (1980), Rostov (1982), Múrmansk (1982), entre d'altres.
El 1985, tot just abans de celebrar el 40è Aniversari de la Victòria, l'Orde de la Guerra Patriòtica de 1a classe va ser atorgada a tots els combatents actius, incloent els guerrillers partisans o militants d'una organització clandestina. A més de tots els mariscals, generals, almiralls i membres de qualsevol orde o posseïdors de les medalles "Al valor", "pel Servei de Combat", "Nàkhimov", Uixakov o dels Partisans; així com als invàlids de guerra. Els veterans supervivents que no tenien algun dels ordes o medalles citades rebien la 2a classe. En total es van atorgar 2.054.000 de 1a classe i 5.408.000 de 2a classe.

## Disseny
La insígnia de l'Orde de 1a Classe és una estrella de 5 puntes convexa de 44mm en esmalt vermell amb raigs d'or que divergeixen entre les puntes de l'estrella. Al centre hi ha un medalló amb la falç i el martell daurats a un camp d'esmalt vermell. Al voltant hi ha un anell en esmalt blanc amb la inscripció Отечественная Война (Guerra Patriòtica) en or i una estrella de 5 puntes a la part inferior. L'amplada total de l'anell és de 22mm de diàmetre. Darrere de l'estrella hi ha un sabre i un fusell amb la baioneta creuats. La culata del fusell està a la dreta i el puny del sabre a l'esquerra. Ambdós són de plata.
La insígnia de la 2a classe és idèntica, excepte que els raigs són en plata.
Queda subjectada mitjançant un cargol.
El galó és de 24mm de seda grana. La 1a classe té una franja central vermella de 5mm, i la 2a classe té una franja vermella. als costats de 3mm d'ample.
La 1a variant penjava d'un galó vermell de 32mm d'ample i 18mm d'alt.
- Указ Президиума Верховного Совета «Об учреждении Ордена Отечественной войны первой и второй степени» от 20 мая 1942 года // Ведомости Верховного Совета Союза Советских Социалистических Республик : газета. — 1942. — 28 мая (№ 19 (178)). — С. 1.